# Вакарити (Катанцаро)
Вакарити је насеље у Италији у округу Катанцаро, региону Калабрија.
Према процени из 2011. у насељу је живело 47 становника. Насеље се налази на надморској висини од 689 м.